# الاپموئن
الاپموئن (به لاتین: Alappmoen) یک منطقهٔ مسکونی در نروژ است که در Målselv واقع شده‌است.

## خصوصیات
الاپموئن ۸۴ متر بالاتر از سطح دریا واقع شده‌است.